# Montvalent (Òlt i Garona)
Montvalent (en francès Monbalen) és un municipi francès situat al departament d'Òlt i Garona i a la regió de la Nova Aquitània.

## Demografia
| 1962                                       | 1968 | 1975 | 1982 | 1990 | 1999 | 2007 |
| ------------------------------------------ | ---- | ---- | ---- | ---- | ---- | ---- |
| 263                                        | 297  | 284  | 274  | 298  | 345  | 456  |
| Des de 1962: població sense dobles comptes |      |      |      |      |      |      |

## Administració
| Període   | Identitat           | Partit |
| --------- | ------------------- | ------ |
| 1977-2008 | Raymond Grenier     |        |
| 2008-     | Bernard Alajouanine |        |